# Stara Kornica
Stara Kornica è un comune rurale polacco del distretto di Łosice, nel voivodato della Masovia.
Ricopre una superficie di 119,33 km² e nel 2004 contava 4 989 abitanti.